# Jorge Garcia (Schauspieler)

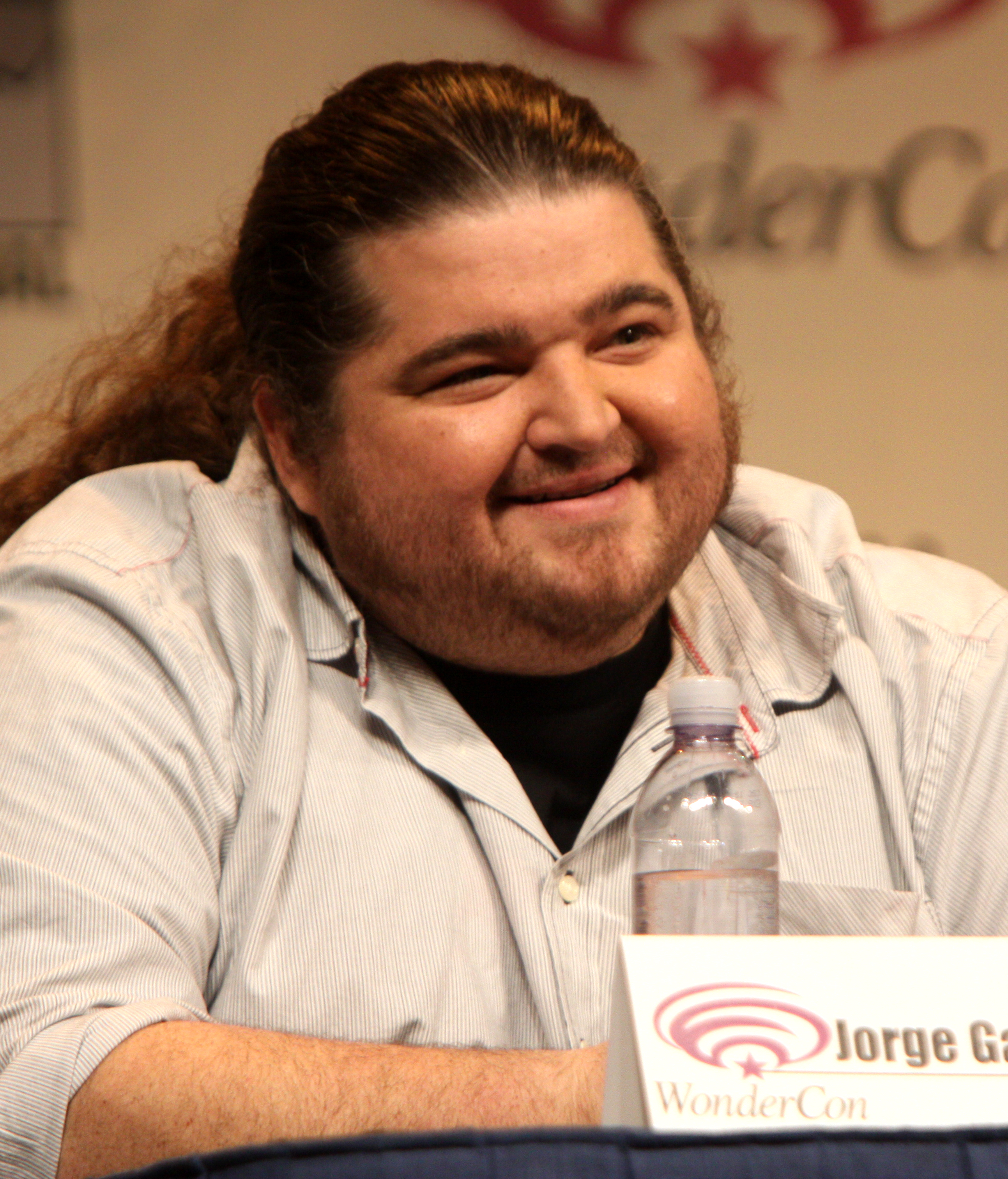
Jorge Garcia (2012)

Jorge Garcia (* 28. April 1973 in Omaha, Nebraska) ist ein US-amerikanischer Schauspieler, bekannt durch seine Hauptrollen in den Fernsehserien Lost und Hawaii Five-0.

## Leben und Karriere
Jorge Garcia ist Sohn eines chilenischen Arztes und einer kubanischen Lehrerin und wuchs in Südkalifornien auf.
Er besuchte die High School in San Clemente; in der siebten Klasse spielte Garcia den Schurken in einer Musikproduktion, basierend auf einem Comic-Streifen. Damals erkannte er, dass die Schauspielerei ihm die Tür zum Showgeschäft öffnen würde. Nach dem College schloss er sich dem Beverly Hills Playhouse an, einem Theater mit Schauspielschule, an dem er seitdem fest gearbeitet hat.
Auf der Bühne trat er in The Midnight Zone, Something Borrowed Something Blue, Romancing Valentino, Fiddler on the Roof, Hurleyburley und in Guys and Dolls auf. Garcia ist auch in Stand-up-Comedy, Laugh Factory und in Comedy Store in Los Angeles aufgetreten.
Zudem spielte er Nebenrollen in vielen Filmen und Fernsehserien. So hatte er in der US-Krimiserie Columbo einen Auftritt in der Episode Die letzte Party. In der Sitcom Becker spielt er in der sechsten Staffel einen Arbeitslosen. Einen Taxifahrer spielt er in der ersten Folge der sechsten Staffel von Chaos City an der Seite von Charlie Sheen. In der Serie Lost spielte Garcia von 2004 bis 2010 die Hauptrolle des Hugo „Hurley“ Reyes. In der sechsten und neunten Staffel von How I Met Your Mother übernahm er für jeweils eine Folge eine Gastrolle, wie auch bei der 2011 ausgestrahlten Serie Mr. Sunshine mit Matthew Perry. 2012 war er in der Hauptrolle als Dr. Diego „Doc“ Soto in J. J. Abrams Mysteryserie Alcatraz zu sehen. Von 2014 bis 2019 hatte er die Hauptrolle des Jerry Ortega in der Fernsehserie Hawaii Five-0.
Garcia ist seit einigen Jahren sehr aktiv im Internet, so betreibt er anstelle einer professionellen Webseite ein privates Blog, ist im offiziellen Lost-Diskussionsforum „The Fuselage“ vor Terry O’Quinn der Darsteller, der am häufigsten auf Fragen der Fans antwortet und betrieb darüber hinaus zur sechsten und letzten Staffel von Lost gemeinsam mit seiner Lebensgefährtin Bethany James Leigh Shady einen eigenen Podcast zur Serie.
Im März 2022 nahm Garcia als Cyclops an der siebten Staffel des US-amerikanischen Ablegers von The Masked Singer teil, in der er den 13. von 15 Plätzen belegte.

## Filmografie (Auswahl)
- 2000: Expedition der Stachelbeeren (The Wild Thornberrys, Fernsehserie, Folge 3x10 Spirited Away)
- 2001: Chaos City (Fernsehserie, Folge 6x01 The Arrival)
- 2001: After Midnight (Tomorrow by Midnight)
- 2003: Columbo: Die letzte Party (Columbo Likes the Nightlife, Fernsehreihe)
- 2003–2004: Becker (Fernsehserie, 13 Folgen)
- 2004: Happily Even After
- 2004: Lass es, Larry! (Curb Your Enthusiasm, Fernsehserie, Folge 4x06 The Car Pool Lane)
- 2004–2010: Lost (Fernsehserie, 115 Folgen)
- 2005: Higglystadt Helden (Higglytown Heroes, Fernsehserie, Stimme von Dog Trainer Hero)
- 2005: Little Athens
- 2005: The Good Humor Man
- 2006: Blendende Weihnachten (Deck the Halls)
- 2007: Sweetzer
- 2010, 2014: How I Met Your Mother (Fernsehserie, 2 Folgen)
- 2011: Maktub
- 2011: Fringe – Grenzfälle des FBI (Fringe, Fernsehserie, Folge 3x16 Os)
- 2011: Mr. Sunshine (Fernsehserie, 3 Folgen)
- 2012: Alcatraz (Fernsehserie, 13 Folgen)
- 2012–2013: Once Upon a Time – Es war einmal … (Once Upon a Time, Fernsehserie, 2 Folgen)
- 2013: Californication (Fernsehserie, 2 Folgen)
- 2013–2019: Hawaii Five-0 (Fernsehserie, 108 Folgen)
- 2014: Cooties
- 2015: Die Trauzeugen AG (The Wedding Ringer)
- 2015: The Ridiculous 6
- 2017: The Healer
- 2020: Nobody Knows I’m Here (Nadie sabe que estoy aquí)
- 2020: MacGyver (Fernsehserie, 1 Folge)
- 2023: Bookie (Fernsehserie, 8 Folgen)